# Beaver River (biflöde till Columbiafloden)
Beaver River är ett vattendrag i Kanada.   Det ligger i provinsen British Columbia, i den centrala delen av landet, 3 100 km väster om huvudstaden Ottawa. Beaver River ligger vid sjön Kinbasket Lake.
I omgivningarna runt Beaver River växer i huvudsak barrskog. Trakten runt Beaver River är nära nog obefolkad, med mindre än två invånare per kvadratkilometer.